# أبو زيان السعدي
أبو زيان السعدي (7 مارس 1937 - 2 يوليو 2014) هو ناقد أدبي تونسي.

## النشأة والمسيرة
ولد أبو زيان السعدي في مدينة تونس من أسرة تنحدر من أرياف مدينة القيروان. وزاول تعليمه الابتدائي والثانوي بمسقط رأسه ثم تحصل على شهادة التحصيل من جامع الزيتونة في 1955. وحصل على الإجازة في اللغة والآداب العربية من القاهرة في 1968. عمل لعدة سنوات أستاذ تعليم ثانوي في اللغة العربية ثم اشتغل لفترة أستاذا مكونا بمعهد علوم التربية بالعاصمة. وشارك في تأسيس اتحاد كتاب تونس في 1971.

## مؤلفاته
- في الأدب العربي الحديث، ظواهر أدبية ومقاربات نقدية
- من أدب الرواية في تونس، (مجموعة مقالات صحفية)، الشركة التونسية للتوزيع، تونس، 1988
- نقد وتأصيل، (مقالات صحفية) دار المعارف ،سوسة، 1987
- مواقف فكرية معاصرة، (مقالات صحفية)، تونس ، 1985
- في الأدب التونسي المعاصر، دار بن عبد الله للنشر، تونس، 1974
- أضواء على الأدب التونسي المعاصر
- غياب السلطة الفكرية
- الصورة والأصل في الأدب والفكر والحياة

## وصلات خارجية
- دراسات «أبو زيان السعدي» موسوعية وشمولية ونزيهة الراية، 2 أغسطس 2014